# Fokus (Linguistik)
In der Linguistik ist der Fokus diejenige sprachliche Einheit, die in einer deklarativen Äußerung behauptet bzw. in einer interrogativen Äußerung erfragt wird. Dabei stellt der Fokus einen der beiden primären Zustände dar, die in der Informationsstruktur sprachlicher Äußerungen möglich sind. Das Pendant dazu ist das Topik. Beide sind Untersuchungsgegenstände der Diskurspragmatik.
Der Begriff des Fokus überschneidet sich mit dem Begriff des Rhemas, der von der Prager Schule im Rahmen der Thema-Rhema-Gliederung geprägt wurde.

## Fokus-Typen
Es lassen sich prinzipiell folgende Fokus-Typen unterscheiden:
- Konstituenten-Fokus: Die Betonung markiert einen bestimmten Satzteil als für den Mitteilungsgehalt der Aussagealternative konstitutiv (Betonung = „emphatischer Satzakzent“ auf der betreffenden Konstituente).

Frage: „Stimmt es, dass dein Motorrad kaputtgegangen ist?“
Antwortalternative A: „Nein, mein Auto ist kaputtgegangen.“
Antwortalternative B: „Nein, Monikas Motorrad ist kaputtgegangen.“
Antwortalternative C: „Nein, Peters Auto ist kaputtgegangen.“
- Prädikats-Fokus: Die Betonung markiert das Prädikat als wesentliche Mitteilung einer Aussage (Betonung = „emphatischer Satzakzent“ auf dem Prädikat).

Frage: „Was ist mit deinem Auto passiert?“
Antwort: „Mein Auto ist kaputtgegangen.“
- Satz-Fokus: Der gesamte Satzinhalt wird durch Emphatisierung als neue Mitteilung gekennzeichnet (Betonung = „neutraler Satzakzent“ auf der Konstituente direkt vor dem Prädikat).

Frage: „Was ist passiert?“
Antwort: „Mein Auto ist kaputtgegangen.“
- Verum-Fokus: emphatische Betonung auf dem finiten Verb markiert einen Kontrast zwischen den Möglichkeiten, ob ein gegebener Satzinhalt behauptet oder bestritten wird.

Kontext: „Ich wünschte, du wärst in meiner Mannschaft.“
Antwort: „Aber ich bin in deiner Mannschaft!“

## Sprachliche Kodierungsverfahren
In den Sprachen der Welt gibt es verschiedene – häufig alternativ anwendbare – Verfahren zur Kodierung der einzelnen Fokus-Funktionen, z. B. für den Konstituenten-Fokus (alle Beispielsätze beantworten die Frage: Was ist passiert? / Was ist kaputtgegangen?):
- Prosodie – Intonation bzw. Akzentuierung:

„Mein Auto ist kaputtgegangen.“
- Morphologie – Fokus-Marker, z. B. die Postposition ga im Japanischen:

„Kuruma ga koshō shita.“ „(Das) Auto ist kaputtgegangen/hat (jetzt) einen Defekt.“
- Syntax:

„Kaputtgegangen ist mein Auto.“ (Wortfolge)
„Es ist mein Auto, das kaputtgegangen ist.“ (Spaltsatz)